# Аксиология
Аксиология (от гръцки αξια, „стойност“, „ценност“) е един от четирите главни дяла на философията, наред с метафизиката, епистемологията и логиката. Тя изследва ценностите и обикновено се разделя на етика и естетика.